# Важкий пісок (телесеріал)
«Важкий пісок» — телесеріал за однойменним романом Анатолія Рибакова .
Серіал почав зніматися у 2003 році, проте зйомки незабаром перервалися та були відновлені лише у 2006 році. Прем'єра в Росії відбулася на Першому каналі через 5 років після початку зйомок у жовтні 2008 року, які проходили серед іншого і в м. Сновськ та м. Городня на Чернігівщині.

## Сюжет
Пролог. 2007-й рік, із Базеля до Москви їде жінка на ім'я Ольга Львівна — відома швейцарська лікарка. У неї попросили дозволу зняти фільм про її сім'ю, і вона їде на кіностудію з розповіддю про нелегку долю її рідних.
Основна дія. 1909 рік. У містечко Сновськ із Швейцарії приїжджає відомий базельський лікар Леон Івановський разом із сином Яковом. Леон хоче показати синові місто, де народився і провів своє дитинство. У Сновську Яків знайомиться з Рахілью Рахленко, і молоді люди закохуються. Батько Якова не підтримує рішення сина одружитися з Рахіль, оскільки одруження на дівчині з небагатої родини маленького містечка може завадити бажанню батька зробити із сина відомого лікаря. Тут же в Сновську в Якова закохується дочка місцевої кравчині Зіна Горобець, але її кохання так ніколи не стане взаємним. У Зіну, у свою чергу, закоханий місцевий книжковий крамар — поляк Адам Голубинський. Згодом його ненависті до Якова Івановського ще належить зіграти свою зловісну роль у долі сім'ї.
Яків їде назад додому до Базеля, але обіцяє листуватися майже кожен день, і через рік повернувшись до Сновська робить Рахіль пропозицію. Після весілля молодята виїжджають до Швейцарії, де Рахіль народжує сина, якого називають Лев. Проте Рахіль, проживаючи в Базелі, відчуває ностальгію, і до того ж її оточують косі погляди родичів і великосвітських базельських друзів родини Іванівських, а тому через невеликий час вона разом із сином повертається до Сновська.
Яків сильно нудьгує за своєю дружиною і, виправдовуючи страхи батька, жертвує кар'єрою та їде до дружини в Україну. Тут молода сім'я переживає важкі часи, але, незважаючи на всі складнощі, зберігає своє кохання. Спочатку Якову доведеться пережити зневажливе ставлення сім'ї Рахілі до себе, який звикли до розкоші, він насилу пристосовується до життя в українському селі і постійно наражається на глузування старшого брата Рахілі — Йосипа. Працювати шевцем у нього не виходить, і батько Рахіль Авраам Матвійович Рахленко через дружину свого друга Кусіела Плоткіна, кокетливу Риву, прилаштовує його до м'ясної крамниці. Коли починається Перша світова війна, Якова не призивають на фронт, хоча він готовий іти боротися за Російську імперію. Однак потенційному німцеві шлях на фронт закрито. Він гостро переживає це, але кохання Рахілі згладжує всі його переживання. За цей час у родині народжується ще одна дитина, Люба, а в 1920-ті роки сім'я Іванівських-Рахленко обзаводиться ще двома дітьми: сином Генріхом та дочкою Діною.
Настають 1930-і роки, НЕП закінчився, і Яків відтепер працює на меблевій фабриці головним бухгалтером. Іванівські — шанована у місті сім'я. Якось у неквапливий спосіб сновського життя вривається неймовірна подія — концерт великого скрипаля Грінберга. Уродженець цих місць, він через роки вирішує відвідати рідне місто. Разом із музикантом приїжджають його дружина, італійська оперна зірка Ізабель Бендетті, а також друг — грузинський художник. Щось магічне і незрозуміле спалахує між Коте та Рахіллю. Тим часом старший син Іванівських, що підріс, Льова їде до Чернігова, сподіваючись зробити велику партійну кар'єру. Льова закохується в Олену і стає батьком для доньки Олени Мойсеївни Олечки, але їхнє щастя недовго — на дворі 1937 рік, і над Оленою Мойсеївною та Льовою нависає загроза арешту. Щоб уникнути ганьби та публічного судилища, Олена вмовляє Лева покінчити життя самогубством. Маленькій Олечці та її нянечці Ганні Єгорівні нічого не залишається, як поїхати до Сновська і просити притулку у родини Іванівських. Спочатку Рахіль підкреслено холодна до прийомної онуки — адже це через неї загинув її старший син, ще раніше Олена Мойсеївна демонстративно відмовила у справі Якова Івановського, але згодом її серце відтає. Ганна Єгорівна влаштовується вчителькою до місцевої школи.
Якова Іванівського заарештовано — репресії 1937 року дісталися і Сновська. Визначена Якову державою адвокат Велембицька фактично бездіє. Продавши з дому останні речі, Рахіль вирішує найняти відомого адвоката з Чернігова — Сергія Терещенка, який у юності був безнадійно закоханий у Рахіль. Повернувши лінію захисту, Сергій подає суду справу як господарську, довівши, що ті, хто написав донос на Якова, є злодіями та розкрадачами. Яків виправданий — Рахіль дякує Сергію. У Сновськ разом із Генріхом Івановським приїжджає Герой Радянського Союзу льотчик Соколов, і юна Діна Івановська дізнається, що таке кохання з першого погляду.
1941 рік. Рахіль та Яків святкують 30-річчя свого весілля. Старша дочка Іванівських, що приїхала з Ленінграда в рідне місто, Люба знайомить сім'ю зі своїм чоловіком архітектором Володимиром Толмачовим та їхнім сином Ігорем, який залишений у Сновську погостювати на літо. Вони щасливі серед дітей і онуків. Льотчик Соколов доглядає Діну. Вони прощаються на світанку 22 червня 1941 року, Вадим обіцяє через рік обов'язково за нею повернутися. До Сновська входять німці. Все єврейське населення міста переселяється у гетто. Намагаючись урятувати своє життя, Адам Голубинський йде служити до німців. Кожен змушений зробити власний вибір. Рушаться сім'ї та долі.
Доля маленької Олечки знову висить на волосині. У неї на очах страчують Ганну Єгорівну — російську няню, яка рятувала її ціною власного життя. Давній друг і сусід Іванівських Іван Карлович ручається перед німцями за Якова, і того беруть працювати комірником у депо. З'являється примарна надія на спасіння сім'ї. Дії німецької армії переходять у рішучу фазу. Невістка Фріди, подруги Рахіль, готується народити дитину, але за законами рейху подібне карається смертю. Дитина разом із матір'ю гине від автоматної черги, щойно народившись. Через підривну діяльність радянських партизанів фашисти організовують масові розстріли у сусідньому селі. Очевидно, що наступними жертвами будуть мешканці Сновська. Йосип Рахленко погрожує своїй племінниці Діні викриттям, і та у розпачі вбиває його, після чого сама гине від кулі поліцая. Партизани крадуть зброю з німецького складу. Намагаючись уникнути масового розстрілу людей, Яків Іванівський зізнається Ле Курту, що він пустив партизанів у депо. Комендант Сновська оберштурмбанфюрер СС Штальбе ледь стримує лють — він наказує страчувати всіх, хто причетний до диверсії. На центральній площі Сновська на очах у Рахілі страчують її чоловіка Якова, Івана Карловича, сусідів та друзів Іванівських, родину білорусів Сташенків. Втративши доньку та чоловіка Рахіль піднімає гетто на повстання, у розпал якого вона наказує онукам Олечці та Ігорку бігти сільською дорогою до сусіднього села. Діти встигають врятуватися, повстання жорстоко придушене — Рахіль та її старий батько Авраам гинуть.
Епілог. Ольга Львівна розповідає глядачеві, чим закінчилася історія їхньої родини — вижити вдалося лише їй та її двоюрідному братові Ігореві. Мати Ігоря Люба Іванівська померла з голоду в ленінградську блокаду, і вихованням дітей зайнявся Володимир Толмачов — ще кілька років після війни він шукав дітей по всьому СРСР. Генріх Іванівський загинув у небі над рідним містом, Вадим Соколов залишився живим, отримав другу Зірку Героя, але так і не одружився, зберігши вірність Діні. Доживши до початку 1990-х років і працюючи лікарем у ленінградській лікарні, Оля дізналася про те, що Ельфріда (її прабабуся) заповідала своїм нащадкам половину статку родини Іванівських за однієї умови — вони повинні відповісти на питання про те, як у сім'ї називали маленького Льовочку (прийомного батька Олі). Тільки Оля з усіх, хто залишився на той момент, у живих знала правильну відповідь — Абрикосик. Вона поїхала до Швейцарії і успадкувала клініку свого прадіда Леона Іванівського. Так сталося, що вона єдина, хто в сім'ї Іванівських-Рахленко продовжив лікарську династію — молодший син Іванівських Марк став автогонщиком. У фіналі повідомляється, що місце поховання Рахілі так і не знайдено, а також що в місцевих сновських лісах раз у раз сильну спеку з'являється її обличчя як знак благословення закоханим.

## У ролях
- Ірина Лачина — Рахіль Рахленко
- Аліка Сміхова — Ріва Плоткіна, дружина Кусіела Плоткіна (6, 12, 14 і 16-та серії)
- Ольга Будина — Олена Мойсіївна, дружина Лева (8-9, 11 та 16-та серії)
- Ірина Бразговка — Ельфріда Іванівська, німкеня, мати Якова
- Олександр Арсентьєв — Яків Івановський
- Юрій Цурило — Авраам Рахленко, батько Рахілі
- Еммануїл Віторган — Леон Іванівський, батько Якова
- Неллі Уварова — Діна, дочка Рахілі
- Дмитро Харатьян — Вадим Соколов, льотчик, Герой Радянського Союзу
- Надія Бахтіна — Фріда, подруга Рахілі
- Юрій Соломін — Андрій Михайлович Дольський, адвокат
- Михайло Єфремов — Сергій Терещенко, адвокат
- Олег Масленніков-Войтов — Лев Іванівський, старший син Рахілі та Якова
- Володимир Вдовиченков — Володя, чоловік Люби
- Світлана Немирівська — Сара
- Олена Смирнова — Мадам Горобець, кравчиня
- Марина Яковлєва — Катруся
- Лариса Удовиченко — пані Ядвіга Янжвецька, господиня готелю
- Ганна Горшкова — Зіна Горобець, донька кравчині
- Валерій Закутський — Адам Голубинський
- Олександр Лазарєв — Ле Курт, німецький диригент, який став фашистським офіцером
- Марина Швидка — Ганна Єгорівна, домробітниця Лева
- Андрій Смирнов — Іван Карлович Краузе, німець, інженер залізничного депо
- Марк Розовський — Орел, аптекар
- Борис Львович — Кусієл Плоткін, господар м'ясної крамниці
- Вадим Жук — Хаїм Ягудін, ветеран російсько-турецької війни
- Олександр Резалін — Йосип Рахленко, старший син Авраама, брат Рахілі
- Олександр Хованський — Михайло Рахленко, середній син Авраама, брат Рахілі
- Валерія Арланова — Галина Сташенок
- Юлія Кадушкевич — Оксана Сташонок, донька
- Іван Стебунов — Генріх Іванівський, син Рахілі
- Тінатін Гватуа — Рахіль (у дитинстві)
- Юрій Яковлєв — Льова, син Якова та Рахілі, в юності
- Поліна Лунегова — Люба, дочка Якова та Рахілі, у дитинстві
- Володимир Ширяєв
- Михайло Котелов — Романюк
- Дмитро Ситковецький — Грінберг, скрипаль
- Флоранс Хворостовська — Ізабель, співачка
- Юхим Олександров — Наум Шмулензон, представник обласної філармонії
- Ксенія Лаврова-Глінка — Люба Іванівська, старша дочка Рахілі та Якова
- Марина Ширшикова — Ніна
- Олександр Лирчиков — Натан (1-3-та серії)
- Володимир Юматов — Штальбе, німецький офіцер, оберштурмбанфюрер СС, комендант міста Сновська
- Ольга Яковлєва — Ольга Львівна (озвучування — Ірина Муравйова)

## Знімальна група
- Генеральний продюсер: Дмитро Барщевський
- Режисер-постановник: Антон Барщевський
- Сценарій: Наталія Віоліна, Леонід Зорін
- Креативний продюсер: Дарія Віоліна
- Оператор: Красимир Костов
- Композитор: Олександр Журбін
- У фільмі використано музичні треки з музичного культурологічного проекту Юхима Олександрова " Пісні єврейського містечка "
- Головний художник-постановник: Євген Пітенін, Сергій Бржестовський
- Монтаж: Сергій Павловський

## Нагороди
- 4 жовтня 2009 року — ГРАН ПРІ Міжнародного кінофестивалю в Марбельї .
- 2009 — кінопремія «Золотий орел» у номінації «Найкращий телевізійний серіал (більше 10 серій)».